# Olgaea thomsonii
Olgaea thomsonii là một loài thực vật có hoa trong họ Cúc. Loài này được Iljin mô tả khoa học đầu tiên năm 1922.